# Александър Тарасов
Александър Тарасов (на руски: Александр Николаевич Тарасов, роден на 8 март 1958) е съветски и руски социолог, политолог и културолог, публицист, писател, философ. Той е ляв политически дисидент в Съветския съюз. Автор и съавтор на няколко книги. До началото на 21. век той се смята за постмарксист, заедно с Ищван Месарош и редица югославски философи-марксисти, които принадлежаха към групата на „Праксис“ и след това емигрират в Лондон. Поради факта, че през XXI век терминът „постмарксизъм“ е зает от Ернесто Лакло, Шантал Муф и техните последователи, А. Тарасов (също като Месарош и споменатите югославски философи) престава да се определя като постмарксист. Включен е в списъка на забележителните личности в 31-вото издание на Marquis Who's Who in the World 2014.

## Биография

### Ранна политическа дейност
През декември 1972 - януари 1973 г. заедно с Василий Минорски създава нелегална ляворадикална група, наречена Партия на новите комунисти (ПНК), и през лятото на 1973 г. става неин неформален лидер. След сливането на ПНК с друга нелегална ляворадикална група - Лявата школа, през 1974 г. обединената организация приема името Неокомунистическа партия на Съветския съюз (НПКСС), а Тарасов става един от нейните лидери. Той е партиен теоретик; програмният документ на НКПСС „Принципи на неокомунизма" (1974 г.) е написан от него.
През 1975 г. е арестуван от КГБ и след предварително задържане и едногодишен престой в специална психиатрична болница е освободен, тъй като делото на НКПСС не е внесено в съда. В специалната психиатрична болница е подложен на жестоко отношение и фактически изтезания (побои, ЕКТ, инсулинова кома, инжектиране на големи дози невролептици), в резултат на което е освободен с тежки соматични заболявания (хипертония, анкилозиращ спондилоартрит, заболявания на черния дроб и панкреаса), по същество инвалид. След освобождаването си участва във възстановяването на НКПСС и е един от лидерите на организацията до саморазпускането ѝ през януари 1985 г. През 1988 г. е прегледан от две държавни психиатрични комисии и е признат за напълно психично здрав.